# إيك مورغان
إيك مورغان (بالإنجليزية: Ike Morgan)‏ هو رسام توضيحي أمريكي، ولد في 28 يونيو 1871، وتوفي في 13 سبتمبر 1913.